# Glock 21
La Glock 21 è una pistola semiautomatica prodotta dall'austriaca Glock.
Progettata per camerare la munizione calibro .45 ACP ha ottenuto molti consensi nel mercato nord americano. La stessa Glock definisce il modello 21 "An american icon", ovvero un'icona americana. La Glock 21 insieme alle Glock 30 e Glock 36, tutte progettate per camerare la munizione .45 ACP hanno la rigatura interna alla canna di tipo poligonale ottagonale invece che esagonale come avviene per esempio per i modelli che camerano la munizione da 9 millimetri (0.355/0.356 pollici); il maggior diametro interno della canna richiede infatti un numero maggiore di rigature.